# CAP Owendo
El CAP Owendo es un equipo de fútbol de Gabón que juega en la Tercera División de Gabón, tercera categoría de fútbol en el país.

## Historia
Fue fundado en el año 1976 en la capital Libreville y fue en la temporada 1981/82 que jugó por primera vez en la Primera División de Gabón, en donde termina como subcampeón luego de perder la final contra el FC 105 Libreville.
En la temporada siguiente volvieron a llegar a la final de la liga,donde volvieron a quedar en segundo lugar otra vez por detrás del FC 105 Libreville. Esta sería la última temporada del club en la máxima categoría luego de oponerse a la reforma que se hizo en el fútbol de Gabón al crear la Copa Interclubes de Gabón como el torneo de copa nacional.
El club ha participado en dos torneos continentales, en donde nunca han superado la primera ronda.

## Participación en competiciones de la CAF
| Temporada | Torneo                   | Ronda | Club              | Casa | Visita | Global |
| --------- | ------------------------ | ----- | ----------------- | ---- | ------ | ------ |
| 1983      | African Cup Winners’ Cup | 1     | Stationery Stores | 0-0  | 0-1    | 0-1    |
| 1984      | African Cup Winners’ Cup | 1     | OC Agaza          | o/w  | o/w    | o/w    |